# Barrage Sakia El Hamra
Barrage Sakia El Hamra est un barrage situé dans la ville de Laâyoune sur Oued Sakia El Hamra. Son volume est de 1,3 million de mètres cubes et sa capacité d'injection est de 112 millions de mètres cubes.
Ce barrage sert à protéger la ville de Laâyoune et les zones côtières des inondations, et ce barrage contribue également à l'élévation du niveau du stock des nappes phréatiques.

## Histoire
Ce barrage a été construit en 1995, mais les inondations exceptionnelles qui ont frappé la région en 2016 ont causé des pertes très importantes et ont provoqué la coupure des routes menant à la ville de Laâyoune pendant plusieurs jours et des dommages à ce barrage.
En 2018, des travaux de reconstruction du barrage ont été lancés.
En avril 2021, les travaux de reconstruction du barrage de Sakia El Hamra ont atteint 41%.